# Bohemia Suburbana
Bohemia Suburbana es una banda guatemalteca de rock alternativo fundada en marzo de 1992. Con una carrera de más de 25 años y 7 álbumes de estudio publicados, donde se destaca una nominación al Latin Grammy Award 2010 por mejor álbum de rock hispano. Además de giras masivas a nivel nacional y numerosas presentaciones en festivales internacionales.
Actualmente está conformada por tres de sus cinco integrantes originales: Giovanni Pinzón (Voz), Pepe Mollinedo (Batería), Juancarlos Barrios (Guitarra). Bohemia Suburbana se reconoce actualmente como uno de los principales exponentes del rock Centro Americano.
En mayo del 2015 lanzaron al mercado su quinto álbum de estudio, llamado Imaginaria Sonora, producido por el reconocido productor británico Phil Vinall.

## Inicios

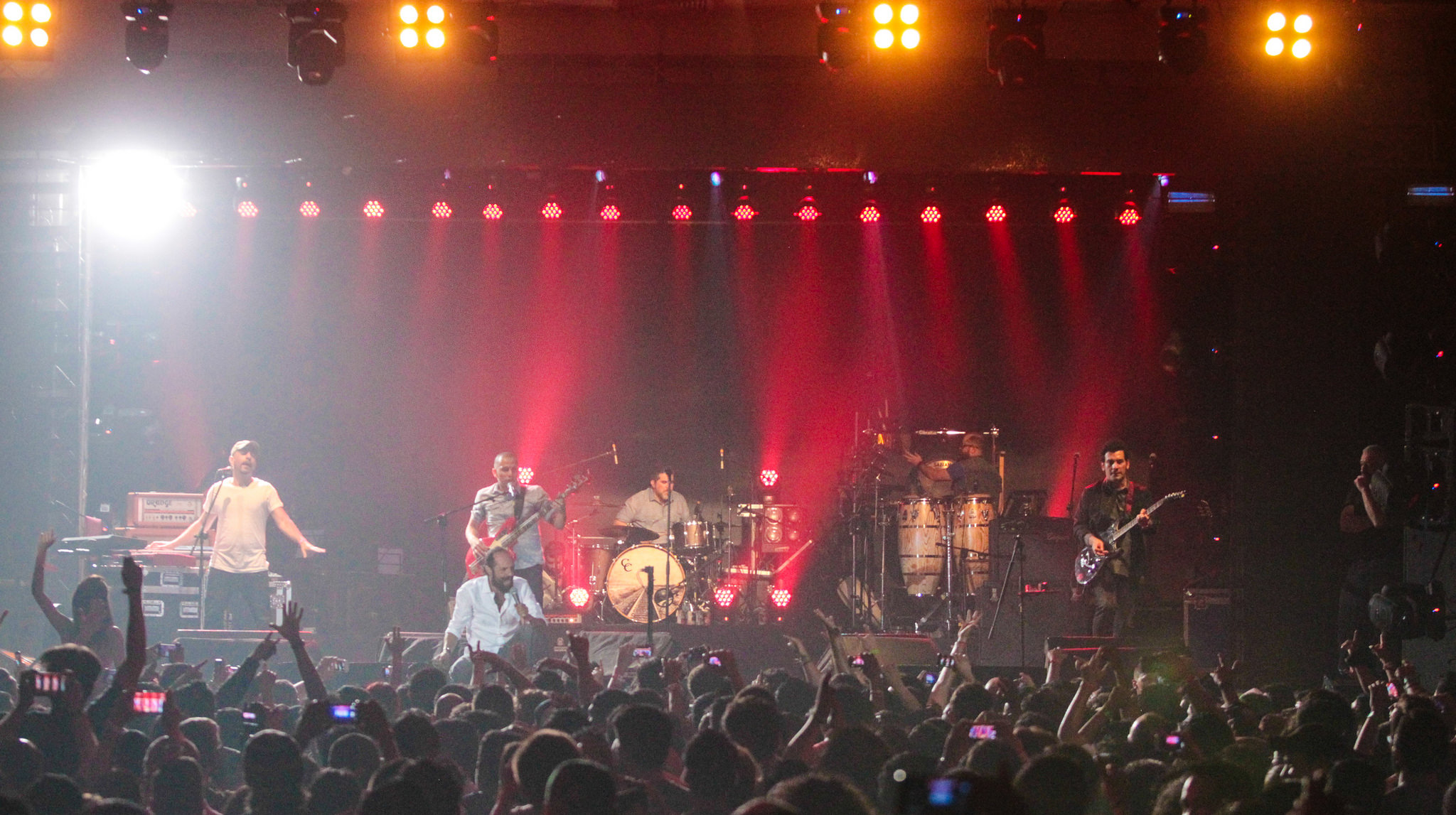
Bohemia Suburbana en vivo en el 2015.

El panorama musical que se vivía en Guatemala durante los años noventa era en su gran mayoría extranjero, las influencias eran anglo-sajonas y los grupos de rock guatemalteco no recibían apoyo, salvo algunas excepciones como Alux Nahual. El grupo comienza siendo integrado Giovanni Pinzón en la voz, el guitarrista Juancarlos Barrios, el peruano Álvaro Rodríguez en la guitarra (teclados), el colombiano Juan Luís Lopera (Piolly) en el bajo y Pepe Mollinedo en la batería. Comenzaron tocando en fiestas en casas, bares de estilo bohemio en Panajachel y Quetzaltenango, y rápidamente se dieron a conocer gracias a su estilo alternativo, el cual estaba a tono con el cambio que se realizaría en el mundo musical con el estallido del Grunge, aunque con muchos dejos de grupos británicos de los ochenta, tal vez The Cure. Sus letras reflejaban la guerra interna que se vivía en el país en esos días, y era de clara protesta. Para 1993 la banda lanza su primer material de audio, un casete como un proyecto independiente titulado "Sombras en el Jardín", del cual se desprende varios éxitos, siendo el más conocido peces e iguanas, el cual se convertiría en himno de la banda. El disco es relanzado nuevamente en formato CD en 1995. En esta nueva edición se incluyeron los nuevos temas, “Siento que me voy” y “Del fin”.
En diciembre de 1994 participaron junto a otras de las más notables bandas de rock nacional tales como La Tona, Viernes verde, Stress, Astaroth, Influenza, Radio Viejo, Guerreros, Yttrium, Tiananmen entre otras, en el concierto llamado LIBERTAD DE EXPRESIÓN YA, abriendo el concierto con una introducción muy notoria ya que en el interludio Giovanni Pinzón, lee un poema del poeta Guatemalteco Simon Pedroza, y obviamente Bohemia se encarga de cerrar el show con un 'extended set de la canción Bolsas de Té. Para esta època se retira José Pedro Mollinedo de la batería y se incorpora Alex Lobos.

## Mil Palabras con sus Dientes
Para su segunda producción, Mil palabras con sus dientes, en 1996, del cual se extraen los cortes Aire, Oberol, Planeta Hola, Vaso, Detrás de Mamá, la banda es fichada por el sello discográfico Radio Vox Records. El disco es grabado en los estudios de Criteria en Miami, Florida bajo la producción de Rodolfo Castillo y Gustavo Menéndez, y Benny Faccone como Ingeniero de Sonido. La mezcla se llevó a cabo en Castle Oaks, Los Ángeles, California con Benny Faccone como Ingeniero de Mezcla. El sonido de este álbum parece un poco más punk que el anterior pero con bastantes guitarras que evocan el Grunge que domina el panorama mundial, iniciando así la aceptación ya más general de grupo y tocando en bares muy conocidos en el circuito como La Bodeguita del Centro y La Boheme, presentaciones en festivales internacionales en Puerto Rico y en Centroamérica, giras por el interior de la República, además siendo también teloneros de grupos como Vilma Palma e vampiros, enanitos verdes, Alejandra Guzmán, Joaquín Sabina, Fito Pàez, Coda, Azul violeta, Héroes del Silencio, Café Tacuba, Aterciopelados, Def leppard, Rata blanca, Jaguares, Mana, La Ley
Con esta producción, Bohemia Suburbana tuvo la oportunidad de exponerse y debutar más allá de las fronteras guatemaltecas y centroamericanas. La canción “Peces e Iguanas”, logró posicionarse como una de las favoritas en muchas estaciones de radio y llegó a sonar en lugares que la banda jamás pensó.
En 1996, Bohemia decidió relevar a Alex Lobos, relegando las baquetas y los tambores a bateristas invitados por la banda. Siendo Felipe Martínez el más constante y Sergio TAZ Fernandes el último en esta etapa de la banda. Se podría decir, a ojo del espectador, que en 1997, Bohemia Suburbana se encontraba en un ápice de su carrera, sus discos parecían venderse por miles, la demanda por la banda en los escenarios era cada vez más grande. Sin embargo, Bohemia sucumbió ante una crisis, producto del escaso apoyo recibido por parte del sello disquero, el mal manejo por parte de la banda y una imperceptible remuneración económica que compensara su trabajo. La banda dejó los escenarios y sus integrantes tomaron caminos separados.
El concierto realizado en el Teatro al Aire Libre del Teatro Nacional Miguel Ángel Asturias el 30 de agosto de 1997 fue el último concierto hasta hoy conocido donde se originó la separación de Bohemia Suburbana en 1997, durante este tiempo los integrantes tomaron actividades diferentes. El distanciamiento de la banda se prolongó durante dos años. La separación de la banda fue algo que nadie se esperaaba y muchos todavía no lo podían creer. Para muchos medios y fanáticos podría decirse que en esta época el rock en Guatemala se estanco, se sintió el bajon.
A finales de 1997 cuando ya se había hecho oficial la separación del grupo y para sorpresa de muchos, sale una nueva versión del material mil palabras con sus dientes, que incluía como bonus 2 nuevas canciones azul y aquí te voy, se creía que con el lanzamiento de este nuevo material se reuniria el grupo pero no fue así.
En 1999, ya con nuevos aires, los bohemios decidieron reunirse para realizar un concierto de reencuentro. Dos años después deciden reunirse en 1999 haciendo un concierto masivo en la extinta Plaza de Toros marcando su regreso con un lleno total ante más de 15,000 personas. El concierto de reencuentro realizado en la vieja Plaza de Toros en la ciudad de Guatemala y, para sorpresa de la banda y los organizadores, rompió récord de asistencia, superando por mucho las expectativas previstas. Eso motivó de nuevo a los bohemios para seguir adelante y se proyectaron producir un nuevo disco. Este concierto está considerado por muchos como el más grande en la historia del rock nacional. Se ha convertido en la taquilla más exitosa para un grupo o artista Guatemalteco.
Al mismo tiempo, bajo el título de “Remixes y La Emergencia de las Circunstancias”, RadioVox, decidió publicar un disco donde se incluyeron versiones electrónicas de las canciones conocidas de Bohemia. Estas versiones fueron compuestas por Juan Carlos Barrios, durante el receso de la banda. En el proceso de este ensayo, Juancarlos decidió dejar a la banda y entonces los bohemios acordaron reagruparse en Guatemala, para seguir adelante con el proyecto.

## Sub
En el 2001, se conforma una nueva alineación, con Alejandro Duque en la batería y Rudy Bethancourt en los teclados y guitarras. La banda regresa con una nueva propuesta, el álbum llamado "Sub" a todas luces, una evolución de lo que fueran antes, intentando explorar y dejar ver un lado más oscuro y experimental de la banda, de donde la temática del disco giro en torno de muchos problemas de la realidad nacional guatemalteca. De este álbum se desprendieron algunos cortes interesantes y que los llegarían a consagrar aun más como una de las mejores bandas de rock guatemalteco, como "El Grito", "Herir sin Darse cuenta", así como "Tropical Depresión" inspirada en la catástrofe que se vivió en Guatemala en 1998 debido al huracán "Mitch", que dejó gravemente lastimada a la nación, su economía y su gente. En ese mismo año 2001 hacen una gira de promoción del disco que los llevó de gira por todo el territorio nacional y partes del extranjero.

## 10 Años
En el 2003, graban su último disco en un concierto en vivo donde celebraban los 10 años de la banda, "Aquí diez Años", es un álbum que recopila las mejores canciones de la banda, con una increíble producción y un sonido impecable es quizás uno de los mejores discos en vivo que se han grabado en el ámbito musical de Guatemala.
Luego del concierto los bohemia desaparecen nuevamente, y es meses después cuando se puede escuchar la nueva propuesta de Giovanni Pinzón, vocalista de la banda, como solista. La cual le ha traído nuevas experiencias y aún más ganas de experimentar de forma productiva-creativa con la música.

## Cuarto álbum
En mayo del 2007 Álvaro Rodríguez aterrizó en la ciudad de Miami para iniciar junto a Piolly y Bethancourt las bases para crear nuevas canciones, Pinzón se unió un mes después y a mediados de octubre iniciaron la grabación. La batería tuvo que realizarla el norteamericano Derek Cintron porque, por cuestiones de visa, Alejandro Duque no pudo estar presente.
Sus presentaciones fueron un poco más esporádicas. Durante el mes de septiembre del 2009 se lanzaró el cuarto álbum de estudio llamado: "Bohemia Suburbana" antes en un principio llamado "Sin Temor Y Sin Pena".
Después de haber lanzado "El diablo me lo enciende" y "Cuando me hablas", Bohemia regresó a los escenarios. El 29 de agosto de 2009 se presentaron ante la abarrotada sala de Mundo E haciendo un repaso a los temas más populares de su discografía. Durante este evento se distribuyó la edición limitada del álbum "Bohemia Suburbana" en formato de CD, ya que fuera de Guatemala el disco solo circula en forma electrónica.

## Nominación al Latin Grammy
En el año 2010 son nominados a los Latin Grammy en la categoría de mejor álbum de Rock junto a músicos de la talla de Andrés Calamaro y Gustavo Cerati http://musica.univision.com/latin-grammy/nominados/openpage/2010-05-19/latin-grammy-nominados-rock.

## BS20
En septiembre del 2012 Bohemia Suburbana cierra un ciclo importante de 20 años de fundación para lo cual convoca a todos los integrantes que circularon por la banda en algún álbum o gira. La celebración se produce en 3 fechas consecutivas presentando un espectáculo compilatorio de su repertorio en las ciudades más importantes de Guatemala, como Antigua Guatemala, Quetzaltenango y Ciudad de Guatemala.

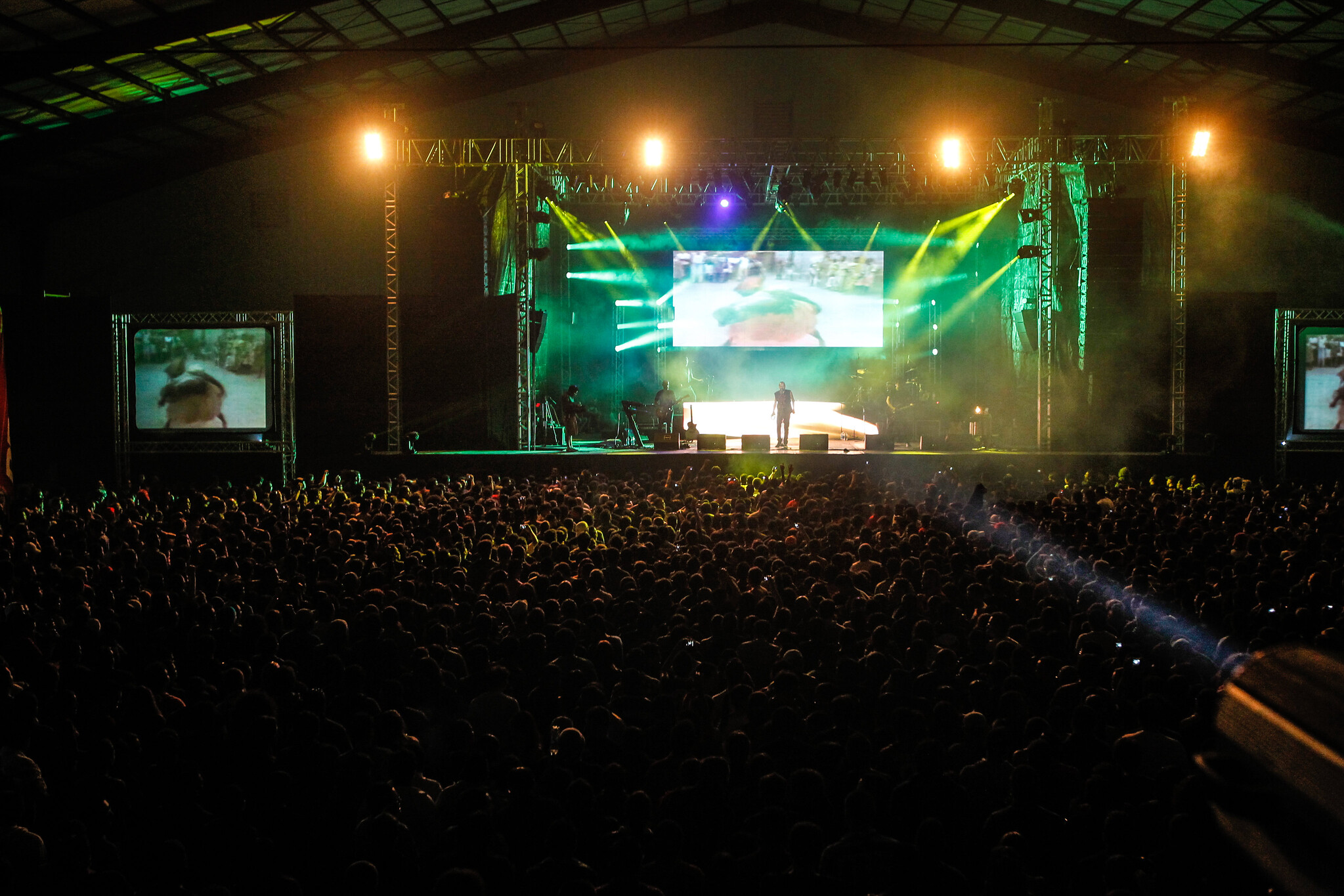
Bohemia Suburbana en Mundo E - 15 de septiembre de 2012.

El grupo se reúne en el lago de Atitlán a ensayar y montar un show sin precedentes recopilando los temas más representativos a lo largo de toda la trayectoria musical de la banda; la afluencia total a la celebración del BS20 suma alrededor de las 25,000 personas. Paralelamente Juan Luis Lopera bajista fundador del grupo notifica su retiro de la banda acompañado de un abandono tácito por parte de Rudy Bethancourt.
Después del éxito de los conciertos de celebración de los 20 años los miembros fundadores deciden regresar y con esto conformar la esencia del grupo que se perdió durante su ausencia. Regresan al grupo Pepe Mollinedo en la batería y Juancarlos Barrios en la guitarra. Además Josué García se integra al grupo como bajista. Anteriormente Josué tocaba el bajo con Álvaro Rodríguez en su proyecto musical y con Giovanni Pinzón en "La Cofradía del Arte".

## 2013–2014
En agosto del 2013 Bohemia Suburbana se embarca en una gira llamada Minimal Eléctrico, recorriendo 4200 kilómetros en 14 ciudades, llevando su música a diferentes locales, plazas y teatros de Guatemala. La gira finaliza en la ciudad de Guatemala en un concierto en el antiguo Cine Variedades, agotando todas las localidades en 3 días. Además la banda presenta un concierto acústico, parecido a los MTV Unplugged pero más experimental, en la Gran Sala Efraín Recinos del Teatro Nacional de Guatemala ante una sala abarrotada.

## Imaginaria Sonora
Entre el 2013 y 2014 la banda comenzó a componer nuevas canciones para una nueva producción discográfica. En septiembre del 2014 Bohemia empieza la grabación de su quinto álbum de estudio en la ciudad de Guatemala bajo la producción de Phil Vinall, conocido productor musical de bandas como Zoé, Placebo, Pulp y Radiohead. El nuevo disco fue mezclado por Phil Vinall y Manny Calderón (Hello Seahorse, Enjambre, Bunbury) en diciembre de 2014 en los estudios de Sonic Ranch, Texas y masterizado por Harris Newman en Grey Market Mastering, Montreal, Canadá.
El 26 de febrero de 2015, la banda lanza de forma sorpresiva a través de sus redes sociales, el primer sencillo del nuevo álbum: "Tengo Que Llegar". Se registran más de 8000 descargas la primera semana y el sencillo aparece en el número uno de ventas de iTunes Guatemala.
El 16 de abril de 2015, Bohemia publica Imaginaria Sonora, en formato digital y físico. Ese mismo día, Imaginaria Sonora se convierte en Trending Topic y aparece en el número uno de los charts de iTunes Guatemala. El quinto álbum de la banda contiene 12 canciones: Tengo que llegar, La Quimera, Mapa universal, Mal sabor, Perplejo, Ayai Uyui, Pero nadie, Paso al río, Día de los muertos, Xibalbá, Irreversible sistema y Buscando conexión.
Imaginaria Sonora es un viaje a las raíces de la banda y un salto hacia el futuro. El resultado es, según Pinzón: Una propuesta ecléctica, esencialmente rocanrolera. Una versión actualizada de Bohemia. La nueva placa asume influencias del rock clásico e incorpora sonidos espaciales, analógicos, electrónicos logrando una propuesta madura fresca y bailable. La lírica social de Pinzón, la crítica humanista y la poesía a ratos introspectiva y romántica se empapa de la esencia volcánica de Guatemala, acompaña al migrante que atraviesa el desierto y al que vive las tradiciones latinoamericanas.
Con este nuevo álbum la banda se adentra con más vehemencia al rock más energético salpicado de electrónica y por qué no decirlo, de experimentación con elementos retro. Imaginaria sonora es precisamente la banda sonora (por ratos impredecible) de una película que derrocha imaginación. Y donde de nuevo, la banda vuelve a divertirse. Aquí yacen canciones singulares y con gancho. Giovanni Pinzón, cantante, resulta más terrenal y cuyo aporte a todo el conjunto de la obra es decisivo incluso en la ideología que acompaña a la banda.
El 1 de mayo de 2015, Bohemia se presenta en el expocenter de Tikal Futura para presentar: Imaginaria Sonora en vivo. Desde ya algunos medios de comunicación destacan la renovación de la banda y colocan la nueva producción como uno de los mejores discos de su carrera.
En el año 2014, Bohemia Suburbana, conformada por Giovanni Pinzón (voces), Josué García (bajo), Álvaro Rodríguez (teclado), Juancarlos Barrios (guitarra) y José Pedro Mollinedo (batería)  se reúnen para crear colectivamente su quinto disco de estudio. Consiguen la atención del prestigioso productor Phil Vinall quien viaja a Guatemala para la grabación de algunas canciones y luego van durante unas semanas a los estudios de Sonic Ranch en Texas para los últimos arreglos de Imaginaria Sonora.
En el 2015, lanzan los sencillos con vídeo: "Tengo Que Llegar" y "Mal Sabor", los cuales les permitieron ingresar a la rotación de importantes cadenas de televisión y radio como MTV, asimismo, recibieron los reconocimientos de "Mejor Canción", "Mejor Vídeo", "Mejor Concierto" y "Mejor Concierto" en los Premios 2015 del Circo del Rock en Guatemala. Ahora se encuentran en el lanzamiento de su nuevo sencillo y video "Pero Nadie" y lo que será su Gira 2016 como preámbulo a la celebración del 25 Aniversario de la banda en el 2017.

## Gira Estados Unidos 2016

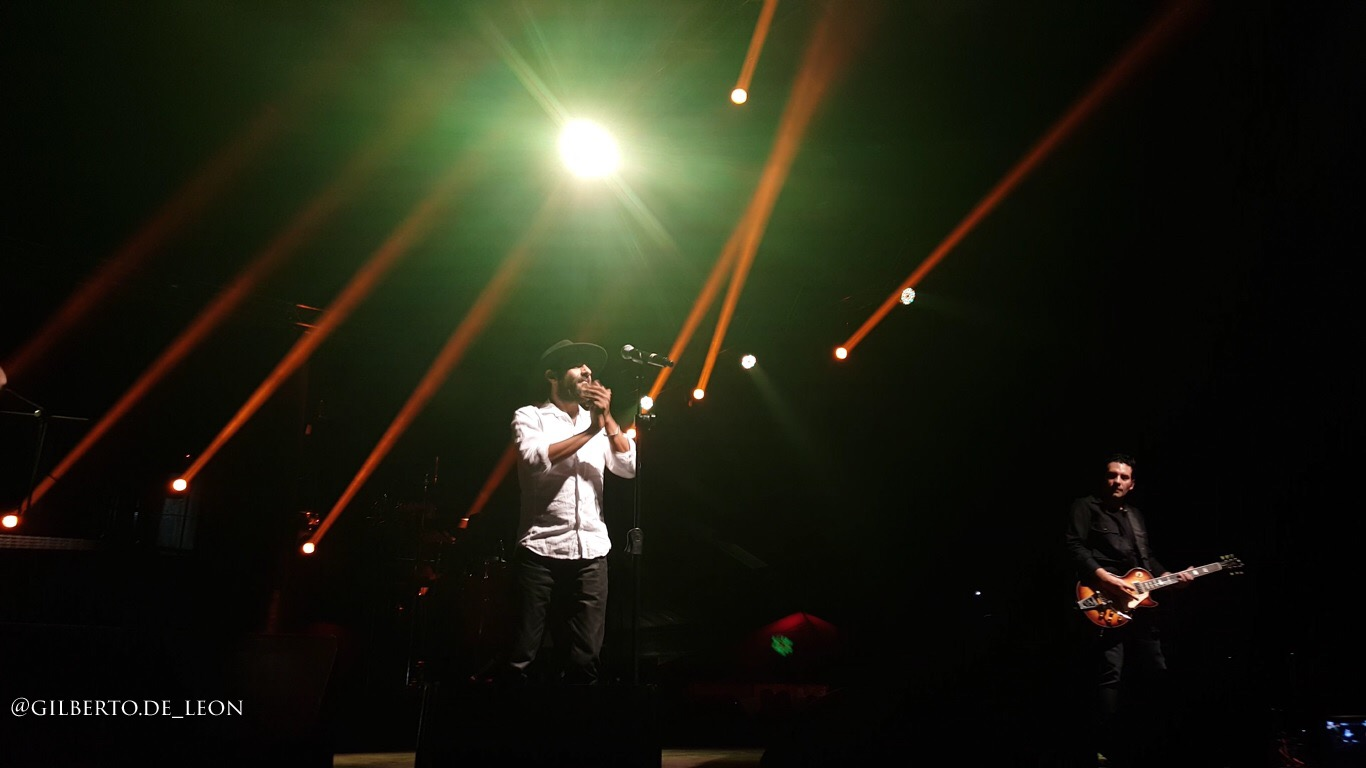
Bohemia Suburbana en concierto por sus 25 años en Quetzaltenango, Guatemala

A mediados de agosto del 2016 Bohemia Suburbana inicia una gira por California. La banda logra vender todas las entradas en su primer concierto en The Troubadour (Los Ángeles) y en el Brick & Mortar de San Francisco.

## Santiago 14º 91º
La banda guatemalteca Bohemia Suburbana estrena su nuevo disco llamado "Santiago 14º 91º", en medio del confinamiento por la pandemia.
El disco nació en una casa en Santiago Atitlán, donde la banda creó 11 canciones en 15 días. 
La agrupación hizo un "en vivo" con sus fanáticos para celebrar el lanzamiento de este nuevo material. 
"Es un viaje mágico que tuvimos en un mes con mis compañeros, nos vamos a llevar muchos recuerdos a la tumba", dijo Josué, integrante de la banda.
"14 oeste y 91 norte es la posición y la hora donde hicimos todo, un tributo al lago, en general, uno de los primeros espacios donde pudimos tocar en vivo, cada quien tiene sus experiencias aquí", dijo Giovanni Pinzón, vocalista, al referirse a la ubicación geográfica de la casa en Santiago Atitlán, donde ocurrió todo. 
La portada del disco fue hecha por el pintor catalán Xevi Vilaró, quien vivió una temporada en Guatemala, según contó Giovanni a través del "en vivo".
"Nunca había estado en Guatemala, fui a Antigua, y luego fui a volar parapente a Atitlán, así conocí a Bohemia Suburbana", dijo Xevi.
El ganador de un Grammy, Phil Vinall, los volvió a acompañar en la producción de este material, así como en la anterior, "Imaginaria sonora" de 2015.
En Santiago 14º 91º, Bohemia presenta un rock versátil, atento a los detalles, con arreglos elegantes y una búsqueda minuciosa de elementos sonoros que, como piezas de un rompecabezas, se unen para crear canciones en las que se evidencia que después de una carrera de casi tres décadas, su fuego creativo sigue vivo.
“Las canciones nacieron orgánicamente, en sesiones que se fueron transformando en algo completamente diferente”, dijo Juancarlos Barrios, guitarrista de la banda. Aunque los temas tienen el inimitable estilo de Bohemia, hay nuevos elementos y la experimentación con ritmos propios de Mesoamérica, resignificados en la exploración creativa del rock.
Los temas hablan de realidades comunes que van desde el tráfico pesado y los fenómenos migratorios, hasta la misma esencia del existir.
“Siempre he sido muy universal para escribir, aunque en este disco fui más localista y me inspiré mucho en la vida y acciones que me rodean”, comenta Giovanni.
Esta gama de ideas musicales es el resultado del retiro a Santiago Atitlán del grupo, donde la banda montó un estudio de grabación e inició un intenso proceso de creación, bajo la dirección de Phil Vinall.
Algunas grabaciones se hicieron en el estudio El Tun, en zona 4 de la ciudad de Guatemala. La grabación y mezcla final se realizó en Panoram Studios y Toy Factory, en Ciudad de México, por Phil Vinall, Juan Sebastián Rodriguez y Dave Francis O’Gorman.
La portada del disco se eligió en 2019, a partir de una serie lanzada en 2019, donde Vilaró crea personajes distópicos con mascarillas de gas, sin imaginar que el lanzamiento se daría en medio del coronavirus.
La agrupación dijo que este es un momento maduro de la banda, “las ideas fluyeron mejor, se retomaron antojos que quedaron reprimidos en el disco anterior, se afrontaron conflictos, se resolvieron nudos”, concluyó Giovanni.
Santiago 14º 91º está disponible en todas las plataformas digitales. El disco físico saldrá a la venta el 1 de julio. 
Los músicos enviaron todas sus mejores vibras a los médicos, policías y personas que se encuentran en primera línea combatiendo el Covid-19, además de desear lo mejor a los fanáticos, incluso a conocidos que en este momento guardan cuarentena por haber sido afectados por el virus.

## Miembros

### Formación actual
- Giovanni Pinzon - Voz, Guitarra acústica
- Juan Carlos Barrios - Guitarra líder, Coros
- Pepe Mollinedo  - Batería

### Miembros anteriores
- Juan Luis Lopera - Piolly - Bajo eléctrico
- Alvaro Rodriguez - Guitarra líder, Guitarra ritmica, Teclados
- Alex Lobos - Batería
- Rudy Bethancout - Guitarra ritmica, Teclados
- Alejandro Duque - Batería
- Josue Garcia - Bajo eléctrico

### Músicos de Sesión/Gira
- Juan Carlos Tejada - Texas - Bajo eléctrico
- Renato Calvinisti - Bajo eléctrico
- Sergio Fernandez - Taz - Batería
- Ricardo Palma - Palmita - Percusionista
- Paulo Garcia - Teclados, Guitarra ritmica
- Juan Pablo Granados - Bajo eléctrico

## Discografía

### Álbumes de estudio
- 1993 – Sombras en el Jardín. Primera Generación Records
- 1995 – Mil Palabras con sus Dientes. Radio Vox
- 2000 – Remixes y la emergencia de la circunstancia. Radio Vox
- 2001 – Sub. Piramide Sound
- 2009 – Bohemia Suburbana. Strip Records
- 2015 - Imaginaria Sonora.
- 2020 - Santiago 14° 91° Suburbana Producciones

### Álbumes en vivo
- 2003 – Aquí diez años en vivo. Piramide Sound
- 2018 - Epopeya Sub.

## Videografía
- El Grito

- Bolsas de Té

- Serenidad

- Quiero decir

- Tengo que llegar[11]

- Mal Sabor[12]
- Pero Nadie[13]
- Arando e Hilando 2019
- Sin pausa ni demora (Lyric) 2019
- Tráfico Pesado 2020
- Se va la lancha 2020
- Se vale soñar 2021